# 有明工業高等専門学校
有明工業高等専門学校（ありあけこうぎょうこうとうせんもんがっこう、英称：National Institute of Technology, Ariake College）は、福岡県大牟田市東萩尾町にある日本の国立高等専門学校。1963年（昭和38年）に設置された。略称は有明高専。

## 校名の由来
学校の所在地である大牟田市が面する有明海にちなんでこの名称が付けられた。校章も高専の文字の両側に有明の文字が書かれたものとなっている。
全国の国立高専が主に学校の所在地である都道府県や市町村の名前を冠している中で、ここは特に珍しい校名である。

## 沿革
- 1963年4月1日 ： 設立、機械工学科・電気工学科・工業化学科の3学科で発足
- 1966年10月11日 ： 現校舎に移行
- 1968年4月1日 ： 建築学科設置
- 1989年4月1日 ： 電子情報工学科設置
- 1994年4月1日 ： 工業化学科を物質工学科に改組
- 2001年4月1日 ： 専攻科設置、生産情報システム工学専攻・応用物質工学専攻・建築学専攻の3専攻
- 2004年4月1日 ： 独立行政法人に移行
- 2005年5月12日 ： 「複合生産システム工学プログラム」がJABEE認定
- 2005年6月17日 ： 中国の遼寧石油化工大学との国際交流協定締結
- 2016年4月1日 ： 従来の5科制を廃止。5科をすべて統合した創造工学科を設置。

## 歴代校長
- 初代 : 牛尾広恵（1963年4月1日 - 1968年8月31日）
- 2代 : 誉田敏雄（1968年9月1日 - 1970年10月5日）[1]
- 3代 : 轟一郎（1971年1月20日 - 1980年4月1日）
- 4代 : 吉村虎蔵（1980年4月1日 - 1986年4月1日）
- 5代 : 竹村哲男（1986年4月1日 - 1992年3月31日）
- 6代 : 高松康夫（1992年4月2日 - 1997年3月31日）
- 7代 : 山藤馨（1997年4月2日 - 2002年3月31日）
- 8代 : 尾崎龍夫（2002年4月1日 - 2008年3月31日）
- 9代 : 立居場光生（2008年4月2日 - 2013年3月31日）
- 10代 : 福島健郎（2013年4月1日 - 2016年3月31日）
- 11代 : 高橋薫（2016年4月1日 - 2019年3月31日）
- 12代 : 江﨑尚和（2019年4月1日 - 2022年3月31日）
- 13代 : 八木雅夫（2022年4月1日 - 現在）

## 設置学科

### 学科（準学士課程）
- 創造工学科
  - 環境・エネルギー工学系
    - エネルギーコース(E)
    - 応用化学コース(C、環境生命コースとくくり)
    - 環境生命コース(L、応用科学コースとくくり)

  - 人間・福祉工学系
    - メカニクスコース(M)
    - 情報システムコース(I)
    - 建築コース(A)

#### 旧学科
- 機械工学科
- 電気工学科
- 電子情報工学科
- 物質工学科（旧名称：工業化学科）
- 建築学科

### 専攻科（学士課程）
- 生産情報システム工学専攻科
- 応用物質工学専攻科
- 建築学専攻科

## 特色
本科1 - 3年次生も法的には、「生徒」ではなく「学生」であり、入学時から学生としての自覚が求められている。
2016年度から創造工学科としてひと学科くくり募集（200人）が開始された。1年次及び2年次は混合クラスで2年次夏休みに6コース（E,C･L/M,I,A）に分かれ、2年次後期から専門の授業が始まる。3年生からは各コースごとのクラスになる。
女子学生が比較的多く、一クラスに10 - 20名程の女子学生が在籍している。
本校は福岡県と熊本県の県境にあることから、主に福岡・熊本両県からの学生が多い（また佐賀県や長崎県、大分県からの学生もいる）。

## 教育
主に1年次では一般科目（主に文学や数学、物理・化学など）を中心に基礎学力の向上を図り、学年が上がる毎に専門科目が増えていく。
どの科目もシラバスと呼ばれる授業計画に沿って授業が行われる（当校のシラバスは主にJABEEを元に作成されている）。
2007年度より年間日程が大幅に変更され、4月から8月中旬までの期間を前期、10月から2月中旬までの期間を後期とし、元々の2学期制をより明確にした年間日程となった。

## 学校行事
主に2年置きに交互に「高専祭」と「体育祭」が行なわれる。現在では「ありタムフェスタ」と呼ばれる、高専祭と体育祭が統合された形の行事が行われている。

### 高専祭
いわゆる文化祭のようなもので、各コース(クラス)、あるいは各部活がそれぞれその学科独特の出し物や出店などを行なう。また学生課前の広場に、バンド演奏などを行なうイベント用のステージが作られる。

### 体育祭
各学科一つの団に分かれて競技を行うところは、ごく一般的な体育祭と同じである。また女子がメインの競技では、女子学生が少ないM、Eはお互い一つの共同体として行う競技もある。
ちなみに体育祭での各コースのカラーは、Mが緑、Eが黄、Iがピンク、Cが青、Aが赤となる。

### 球技大会
年に2回、春と秋に行われる。
4,5年生は、チームでお揃いのオリジナルTシャツで出場する。

## 制服
本科1 - 3年生は制服、本科4年生以上（専攻科含む）は私服である。

## 学内施設

### 一般教育棟
一般棟は北と南に分かれ、北棟には各教員の研究室並びに専門科目の教室が、南棟には1,2年の教室がある。

### 各コース棟
- 1号棟(C･Lコース)
- 2号棟(Lコースの実験室等)
- 3号棟(Eコース)
- 4号棟(Aコース)
- 5号棟(Mコース、実習工場が併設されている)
- 6号棟(Iコース、総合研究棟と隣接している)

なお、6号棟は後から増設されたこともあって、他のコース棟から孤立した所に建っている。それ以外のコースの棟については、それぞれ一般南棟から渡り廊下で繋がっている（6号棟も最近一般南棟と渡り廊下で繋がった）。また、2号棟も生物を扱う実験室があるため、各コース棟から隔離された場所にある。

### 図書館

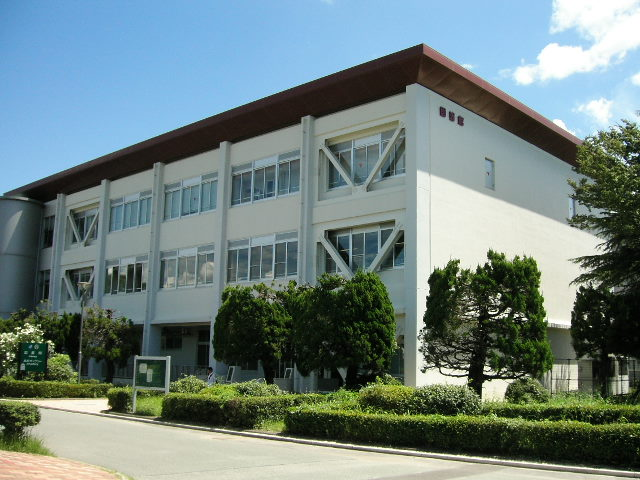
改修工事が行なわれた図書館棟

最近は改修工事が行なわれ（2008年2月完了）、内装、外装共に綺麗になった。
図書館は図書館棟2階にあり、主に一般図書から専門図書まで、約5万冊の本が収蔵されている。閲覧室の他にDVD視聴ルーム、インターネットコーナーなどもある。
テーブルなどは、パーテーションなどで区切られデスクライトなどもあり、学生が自由に学習しやすい環境となっており、多くの学生が利用している。
また、図書館は一般開放されている。貸し出しなどもしており自由に利用できる。

### 修己館（福利施設）
主に食堂や売店、保健室などがあり、学生の憩いの場となっている。

### 学生寮

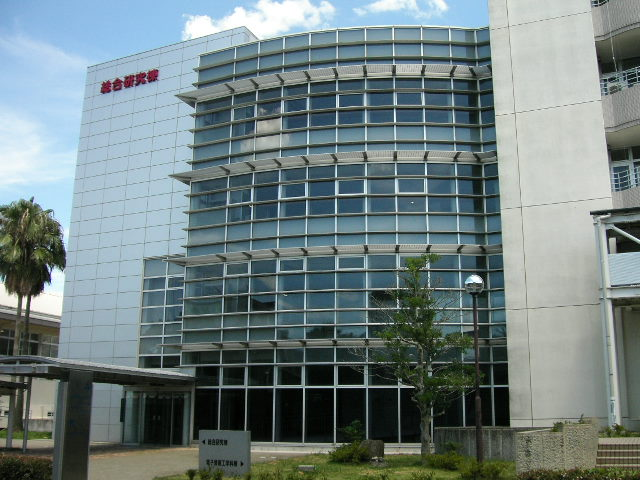
電子情報工学科棟（右）と隣接する総合研究棟（正面）

通称「岱明寮」。学校が福岡県大牟田市にあるのに対し、寮は熊本県荒尾市にある。
“若者の健全な成長”を象徴して「若葉」「青葉」「紅葉」「銀杏」「桜」と名付けられた5つの寮舎に近県からの学生が起居をともにし、教員指導のもとに規律正しい集団生活の中でマナーと連帯感を身につけながら、豊かな人間性を養う教育の場として、寮生活を送っている。また、寮生が自主的に決めた日課の中にうるおいと変化のある多彩な年中行事を織り込み、生活の楽しさのなかに信頼と協調の精神を学びとっている。
低学年および遠隔地出身者などは優先的に入寮することができる。桜棟は女子寮で本科1 - 5年生が入寮している。
残りは男子寮で、若葉棟は本科1年生、指導寮生、青葉棟は本科2年生、紅葉棟は本科3年生、銀杏棟は本科4、5年生および留学生が入寮している。
1年生では指導寮生からの厳しい指導があり、連帯責任のなか、規則正しい生活を送っている。

### その他の施設
- 総合研究棟（専攻科の学生が主に授業を行なうところでもある。6号棟と隣接している）
- 情報処理センター
- 教育研究技術支援センター
- 地域共同テクノセンター
- 体育館（第1と第2の2つがある）

その他プールやテニスコートなど

## 立地
大牟田駅からバスで約20分の所にあり、「高専坂」と呼ばれる坂の上の高台に位置する。学校の周辺は主に住宅や田んぼなどがあり、比較的自然豊かな環境の中にある。学生寮は坂を下って荒尾市方面に曲がった先にあり、ここも周りは主に竹やぶなどに囲まれている。

### 主な交通アクセス
- 大牟田駅から路線バス15番系統「有明高専」行き乗車、終点下車。所要時間は約20分。

## 主な卒業生
- 浅田敏彦（荒尾市長、電気工学科卒）
- 園田昭眞（宇宙航空研究開発機構種子島宇宙センター元所長、機械工学科卒）
- 乗松聖矢（リオデジャネイロパラリンピックウィルチェアーラグビー代表、電子情報工学科卒）[2]